# Bledius spectabilis
Bledius spectabilis är en skalbaggsart som beskrevs av Ernst Gustav Kraatz 1857. Bledius spectabilis ingår i släktet Bledius och familjen kortvingar. Arten har ej påträffats i Sverige. Inga underarter finns listade i Catalogue of Life.